# Патулин
Патулин — органическое соединение, производное пирана (4-гидроксифуропиранон), трикетид, вторичный метаболит и микотоксин, продуцируемый некоторыми видами микроскопических плесневых грибов рода Aspergillus, Penicillium и реже Byssochlamys. Широко распространён. Является контаминантом. Высокотоксичен (при пероральном приёме), поражает органы ЖКТ,  обладает канцерогенным и генотоксическим  воздействием. Продуценты патулина поражают в основном фрукты и некоторые овощи, вызывая гниение. Помимо этого он  проявляет свойства антибиотика, действуя на некоторые виды микроорганизмов. Впервые выделен в 1943 г. как антибиотик.

## Источники

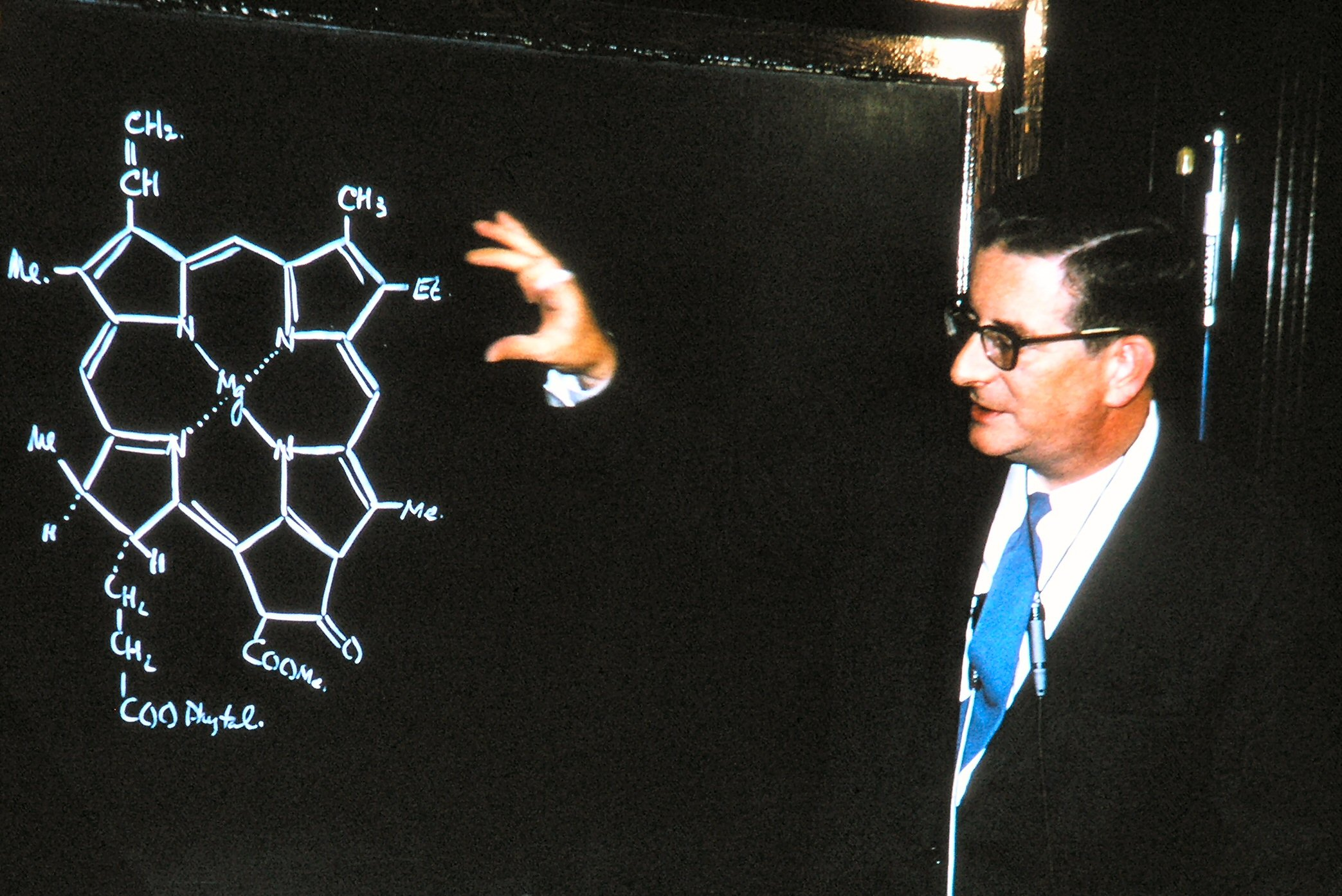
Роберт Вудвард, открывший патулин.

## Физико-химические свойства
Представляет собой твёрдое кристаллическое вещество белого цвета, растворимое в воде и полярных органических растворителях (спиртах, ацетоне, хлороформе), менее растворим в диэтиловом эфире и бензоле, нерастворим в гексане. На воздухе устойчив к действию кислот, имеет высокую температуру плавления 110° С. Взаимодействует с растворами щелочей. Максимальное поглощение УФ-излучения происходит при 276 нм. Не обладает флуоресценцией.

## Безопасность пищевых продуктов
Патулин обнаружен в яблоках, грушах, абрикосах, персиках, вишне, винограде, бананах, клубнике, голубике, бруснике, облепихе, айве, томатах. Наиболее часто патулином поражаются яблоки, где содержание токсина может достигать до 17,5 мг/кг. В высоких концентрациях патулин обнаруживается и в продуктах переработки фруктов и овощей: соках, компотах, пюре и джемах. В большинстве развитых стран регламентировано его содержание в яблочном соке. В России приняты санитарно-гигиенические нормативы, допускающие уровень содержания патулина в плодово-овощной продукции до 0,05 мг/кг.